# Asticta limosa
Asticta limosa là một loài bướm đêm trong họ Erebidae.